# Hersendis von Champagne
Hersendis von Champagne (* um 1060; † 1. Dezember 1114), lat. Hersendis de Campania, fr. auch Hersende de Champagne oder Hersende de Montsoreau genannt, war eine französische Hochadelige, Anhängerin des Wanderpredigers Robert von Arbrissel und als Priorin der Chornonnen von Fontevraud Mitbegründerin dieser Abtei. Nach jüngster Forschung gilt sie auch als mögliche Mutter Heloisas.

## Herkunft
Hersendis von Champagne stammte aus dem Haus Champagne mit Stammsitz in Durtal am Loir. Ihre Familie kam ursprünglich aus einem Gut bei Parcé am Loir namens Campania, daher der Namenszusatz Champagne, der nicht mit der gleichnamigen Grafschaft verwechselt werden darf. 
Hersendis’ Vater war Hubert III. von Champagne (* etwa 1016), ein Vasall der Grafen von Anjou. Es bestanden verwandtschaftliche Verbindungen zu den Häusern von Montreuil-Bellay, Matheflon und Durtal, alles Hauptlehen des Anjou. Über den Urgroßvater Hubert II. von Champagne bestanden auch verwandtschaftliche Beziehungen zum Haus Montmorency bei Paris, denn dieser war mit Ermenburg, der Tochter Alberts von Montmorency und Herrin von Vihiers, verheiratet. Über Hersendis' Ur-Ur-Großmutter Heloisa, der Tochter des Grafen Odo II. von Blois, Troyes und Chartres, bestanden auch verwandtschaftliche Verbindungen zu den Herrensitzen Le Lude, Broyes, Pluviers, Beaufort und zum Grafenhaus der Champagne.
Hersendis’ Mutter war Agnes von Matheflon, aus einem  Herrensitz am Hochufer des Loir, einige Kilometer nördlich von Angers, stammend. Ihr Urgroßvater mütterlicherseits war Hugo von Clervaux (Adelssitz im südlichen Anjou, heute Scorbé-Clairvaux), der sich in den Kämpfen gegen die Bretonen mehrfach hervorgetan hatte und deshalb auch den bezeichnenden Kriegsnamen „Mange Bretons“ (deutsch: „Bretonenfresser“) trug. Dieser Großvasall hatte zahlreiche Besitzungen. Er war unter anderem. „oppidanus“ der Festungsstadt Saumur. Sein Sohn Theobald von Jarzé gelangte in den Besitz der Grenzfestung Champtoceaux an der Loire, über ihn ergab sich später auch die Verwandtschaft zum Haus von Petit-Montrevault. Über die Großmutter Hersendis von Vendôme, Tochter des Vizegrafen Hubert I. de Vendôme, bestanden auch enge Beziehungen zum Vendômois. So war ihr Onkel mütterlicherseits Hubert II. de Vendôme, Bischof von Angers zwischen 1010 und 1047, der den abgebrannten Dom Saint-Maurice in Angers aus eigenen Mitteln wieder aufbauen ließ.
Hersendis stammte also aus dem niederen bis mittleren angevinischen Adel und war mit einer Großzahl von mittleren Adelsfamilien der Region verwandtschaftlich verbunden.

## Leben
Hersendis von Champagne wurde nach 1060 auf der Burg Durtal geboren. Ihre Eltern starben früh; vermutlich musste sie sich nach deren Tod um ihre teilweise jüngeren Brüder kümmern. Irgendwann nach 1080 soll sie mit einem gewissen Fulko verheiratet worden sein, allerdings ist die Ehe nicht gesichert. Noch vor 1086 heiratete sie Wilhelm von Montsoreau († vor 1087), den Herrn der Festung Montsoreau bei Candé an der Loire, nur einige Kilometer vom künftigen Kloster Fontevraud entfernt. Auch Wilhelm von Montsoreau gehörte zum angevinischen Adel. Aus erster Ehe hatte er einen Sohn namens Walter von Montsoreau, der altersmäßig von seiner Stiefmutter Hersendis nicht weit entfernt war und mit dieser nachweislich in gutem Einvernehmen stand.
Hersendis gebar aus ihrer Ehe mit Wilhelm einen Sohn namens Stephan (um 1086–1130), der zunächst Kanoniker an der Kirche Saint-Martin in Candes wurde und später als Archidiakon von Saint-Martin in Tours und Gesandter am Heiligen Stuhl zu hohen Ehren kam.
Nach dem Tod ihres Mannes verzichtete Hersendis von Champagne auf eine Wiederverheiratung und schloss sich stattdessen nach 1096 als Konversin dem Wanderprediger Robert von Arbrissel an, nachdem dieser in den Wäldern von Craon das Kloster La Roë gegründet hatte. Sie ließ also ihr Leben als Adelige und ihre beiden Söhne zurück, um sich den der apostolischen vita verschriebenen asketischen Gemeinschaft Robert von Arbrissels anzuschließen, welche eremitengleich als sogenannte „Pauperes Christi“ (deutsch: „die Armen Christi“) durch die Wälder nördlich der Loire streiften. Kurze Zeit später stieß Petronilla von Chemillé, eine weitschichtige Verwandte von Hersendis und spätere erste Äbtissin von Fontevraud, ebenfalls als Konversin zur Bewegung des Robert von Arbrissel. Hersendis jedoch stieg zur ersten wichtigen Vertrauten Roberts auf. „bona coadjutrix mea“ (deutsch: „mein guter Beistand“) nannte er sie später.
Hersendis blieb der asketischen Bewegung des Robert von Arbrissel, die inzwischen auf eine Vielzahl von Anhängern (genaue Zahlen lassen sich nicht geben) angewachsen war und wegen der unregulierten Lebensweise den Anstoß der Kirchenorthodoxie erregt hatte, treu und vollzog mit ihm die Gründung von festen Konventen,  um 1100, in Fontevraud. Hersendis wurde die erste Priorin der Nonnen und Mönche von Fontevraud. Nach Jahren des Aufbaus von Fontevraud starb Hersendis von Champagne allzu früh, wahrscheinlich um 1112, und wurde in Fontevraud begraben. Robert von Arbissel folgte ihr am 23. Februar 1116 ins Grab nach; beide sind im Chor der Klosterkirche begraben.

## Lebensleistung
Hersendis von Champagne besorgte für die Bewegung des Robert von Arbrissel das Terrain von Fontevraud, das im Besitz von Aftervasallen ihres Stiefsohns Walter von Montsoreau stand. Es handelte sich um eine geschickte Entscheidung, denn Fontevraud lag genau auf der Schnittstelle dreier unabhängiger politischer Zonen, des Anjou, der Touraine und des Poitou. Kirchenrechtlich unterstand das Areal der Erzdiözese Poitiers, zu deren Zentrum es jedoch am weitesten entfernt lag. Damit waren etwaige politische und bischöfliche Einflüsse auf den jungen Konvent auf das mögliche Minimum reduziert. Desgleichen war das Terrain in einer flachen Talsenke, am Zusammenfluss mehrerer Bäche, bestens geeignet für den geplanten Großkonvent, und es erfüllte aufgrund seiner geographischen Lage perfekt die Voraussetzungen für die spätere Prosperität des Ordens, denn es war nahe genug an der Lebens- und Wirtschaftsader Loire gelegen und dennoch so entlegen, dass es die Erfordernisse monastischer Abgeschiedenheit erfüllte.

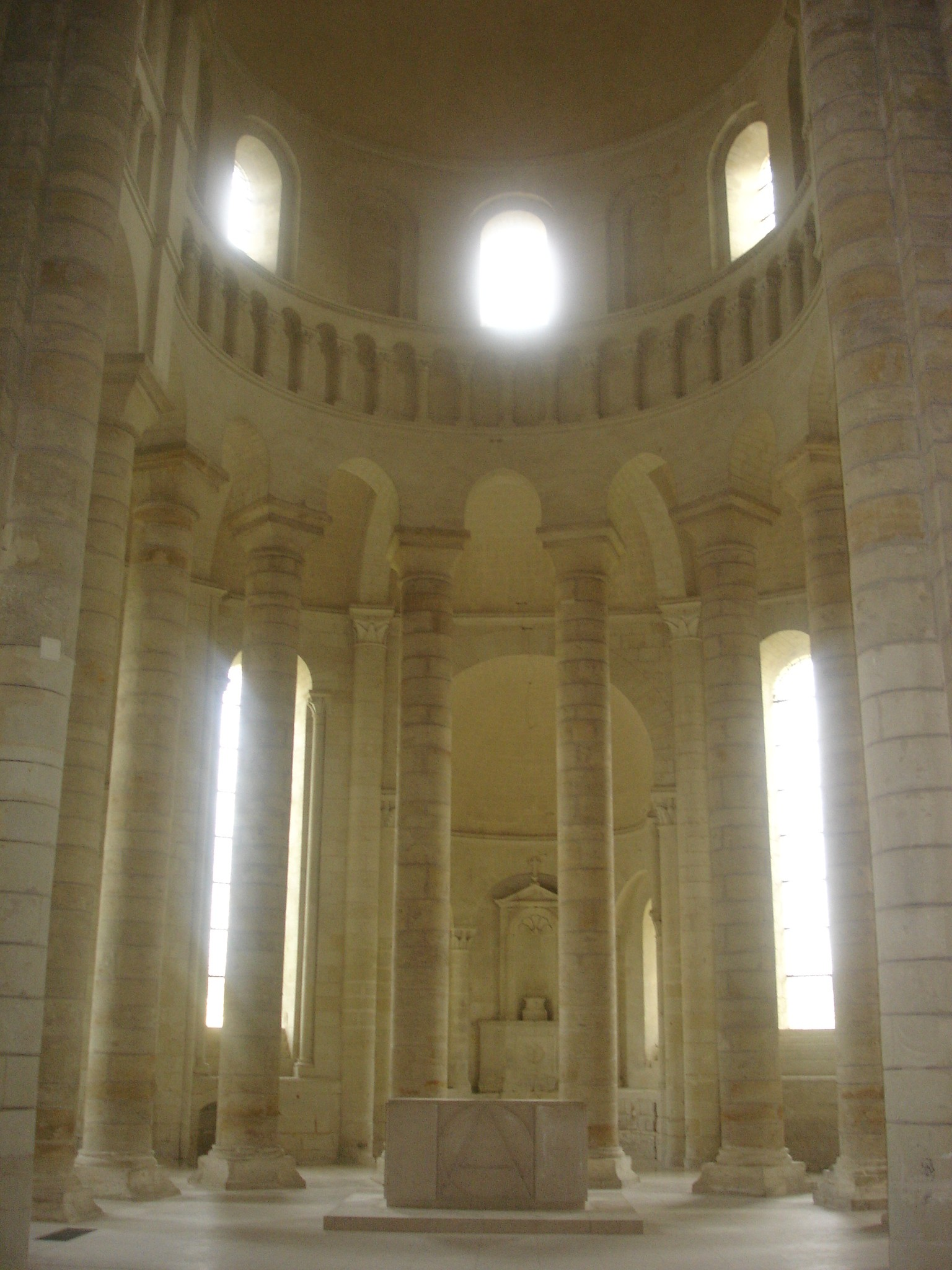
Chor der Hersendis von Champagne

Der geglückte Beginn des Klosters beruhte auf den Schenkungen zahlreicher Adeliger des nördlichen und südlichen Anjou, die nach einer Analyse der zugehörigen Urkunden nahezu ausschließlich zur leiblichen oder angeheirateten Verwandtschaft der Hersendis von Champagne gehörten; allen voran Hersendis’ Stiefsohn Walter von Montsoreau.
Nach der Vita Roberts von Arbrissel, aus der Hand des Abtes Balderich von Bourgueil, war nicht Robert selbst, sondern Hersendis von Champagne die treibende Kraft bei der Errichtung der neuen Klosterkirche von Fontevraud. Der Bau an der weiträumigen Abteikirche begann um 1104, Hersende bestellte die Baumeister und Handwerker für den gesamten, vielfach gegliederten Gebäudekomplex der Raum für mehr als 500 Insassen bot. Die Kirche zählt in ihrer Harmonie zu den Meisterwerken angevinischer Kirchenkunst.
Als Leiterin der Nonnen und Mönche zog sich Hersendis nicht in Klausur zurück, sondern organisierte die Unterweisung der Konversen und Nonnen, weswegen sie auch „magistra“ (deutsch: „Lehrerin, Meisterin“) genannt wurde. Sie unternahm zahlreiche Reisen, wobei sie sich, wie die Urkunden belegen, jeweils als geschickte, auf Ausgleich bedachte Verhandlungsführerin erwies und dem Konvent bedeutende Zuwendungen verschaffte.
Dass Hersendis von Champagne trotz dieser Leistungen später in Vergessenheit geriet, ist den Hagiographen des 17. Jahrhunderts anzulasten, die im Auftrag der Äbtissin Jeanne de Bourbon erfolglos die Heiligsprechung Roberts von Arbrissel betrieben und dabei die entscheidende Rolle der Hersendis in den Hintergrund rückten. Ihre bedeutende Rolle in Fontevrauds Frühzeit, besonders in Anbetracht der zahlreichen Schenkungen, die dem jungen Kloster dank ihr zuteilwurden, sowie dem Kirchenneubau, bestätigen zwei zeitgenössische Dokumente:
„Domina hersendis ecclesiae Fontis Ebraldis fundatrix - Herrin Hersendis, die Gründerin der Kirche von Fontevraud“ (Schenkungsurkunde des Rainald von Salamanche)
„Orate pro piissimo patre nostro Roberto et pro Hersende karissima matre nostra - Betet für unseren frömmsten Vater Robert und unsere teuerste Mutter Hersendis.“ (Titel 131 der Totenrotel zu Ehren des Abtes Vitalis von Savigny, aus dem Jahr 1122).

## Wirkung
Die Nachwirkung von Roberts und Hersendis’ Lebenswerk war bedeutend. Obwohl der Orden bald den Weg der meisten charismatischen Klostergründungen des Hochmittelalters ging und sich zu einem klassischen hochadligen Orden entwickelte, so ist seine bedeutende Größe von ca. 80 Konventen, die sich über ganz Frankreich verteilten,  ein Zeichen für die große Beleibtheit und Bedeutung, der Fontevraud zukam. Bis zu seiner Auflösung im Laufe der Französischen Revolution war der Fontevristische Orden der größte weibliche Orden Frankreichs.

## Die Mutter Heloisas
Jüngste Forschung hat zahlreiche Belege dafür geliefert, dass Hersendis von Champagne die Mutter der berühmten Heloisa, der Geliebten und Ehefrau des Petrus Abaelardus, war. Heloisa wäre demnach um das Kreuzzugsjahr 1095 herum, als Hersendis ihren Sitz in Montsoreau verlassen und sich der Bewegung der „Pauperes Christi“ des Robert von Arbrissel in den Wäldern von Craon angeschlossen hatte, geboren und anschließend als Oblatin in die Krondomäne, ins Nonnenkloster Sainte-Marie von Argenteuil bei Paris, verbracht worden.
Im Einzelnen fanden sich für Hersendis von Champagne und Héloïses Mutter nachweislich folgende Analogien und Übereinstimmungen:
- Beide sind an einem 1. Dezember gestorben.
- Beide hatten einen Bruder namens Hubert.
- Beide entstammten dem begüterten Adel Frankreichs.
- Beide waren verwandt mit dem Haus Montmorency bei Paris.
- In beider Familien ist der bis zum 12. Jahrhundert höchst seltene Name Héloïse als möglicher Leitname identifizierbar.
- Beider anzunehmende Geburts- und Sterbezeitpunkte sind identisch.
- Beider Konvente standen trotz der großen räumlichen Entfernung in einer Gebetsgemeinschaft.
- Beide schlugen nach einer Ehe eine monastische Laufbahn ein.
- Beide gründeten Konvente unter männlichen Leitpersonen aus der Bretagne.
- Durch die angenommene Familienverbindung werden zahlreiche Einzelheiten aus dem Leben Abaelardus’ und Héloïses erklärbar, zum Beispiel die Unterstützung Abaelardus’ durch das Grafenhaus der Champagne, die Verbindungen der Hersendis von Champagne zur Familie Abaelardus’, die Karriere Fulberts am Dom von Paris, das Eintreten Abaelardus’ für Robert von Arbrissel, die Beziehung des Abtes von Cluny, Petrus Venerabilis, zu Héloïse.